# Capital Bra
Capital Bra, właściwie Vladislav Balovatsky (ur. 23 listopada 1994 na Syberii w Rosji), znany również jako Joker Bra – niemiecki raper z rosyjskimi i ukraińskimi korzeniami. Raper posiada własną wytwórnie muzyczną Bra Musik, którego dystrybucją zajmuje się Universal Urban.
Patrząc na liczbę hitów na pierwszym miejscu w Niemczech i Austrii Capital Bra odnosi dotychczas największe sukcesy w historii. Jest także pierwszym artystą, któremu w ciągu roku kalendarzowego udało się umieścić osiem i trzynaście w ciągu jednego roku hitów numer jeden na niemieckich listach przebojów.

## Życie
Capital Bra urodził się w 1994 roku na Syberii. Jego rodzice pracowali w przemyśle naftowym. Następnie rodzina przeniosła się do Dniepra na Ukrainie, gdzie spędził część swojego dzieciństwa. W wieku 7 lat capital przeprowadził się wraz z mamą do Berlina, a dokładniej do dzielnicy Hohenschönhausen. W młodości raper grał w piłkę nożną w zespole BFC Dynamo. Następnie jeszcze jako nieletni, raper trafił do złego środowiska, gdzie panowała drobna przestępczość przez co odbył kilka kar. Poprzez bijatyki raper musiał dosyć często zmieniać szkołę przez co też porzucił szkołę w 9 klasie.

## Kariera
Capi zaczął już w wieku 11 lat pisać rapowe teksty. Będąc głównie aktywnym na berlińskiej scenie undergroundowej, po raz pierwszy pojawił się w 2014 roku na lokalnej imprezie hip-hopowej Rap am Mittwoch (Rap w środę) i rozegrał tam kilka bitew. Ze względu na swoje zaangażowanie i szybko rosnącą popularność został wybrany najlepszym debiutantem show w tym samym sezonie. 12 lutego 2016 roku Capital Bra wydał swój pierwszy album, który został wyprodukowany przez Hijackers. Ze względu na szybko rosnącą uwagę w poprzednich miesiącach, Capital wszedł z albumem do pierwszej setki niemieckich list przebojów, gdzie przez tydzień wspiął się na 32. miejsce. W Austrii album zdobył 61. miejsce.

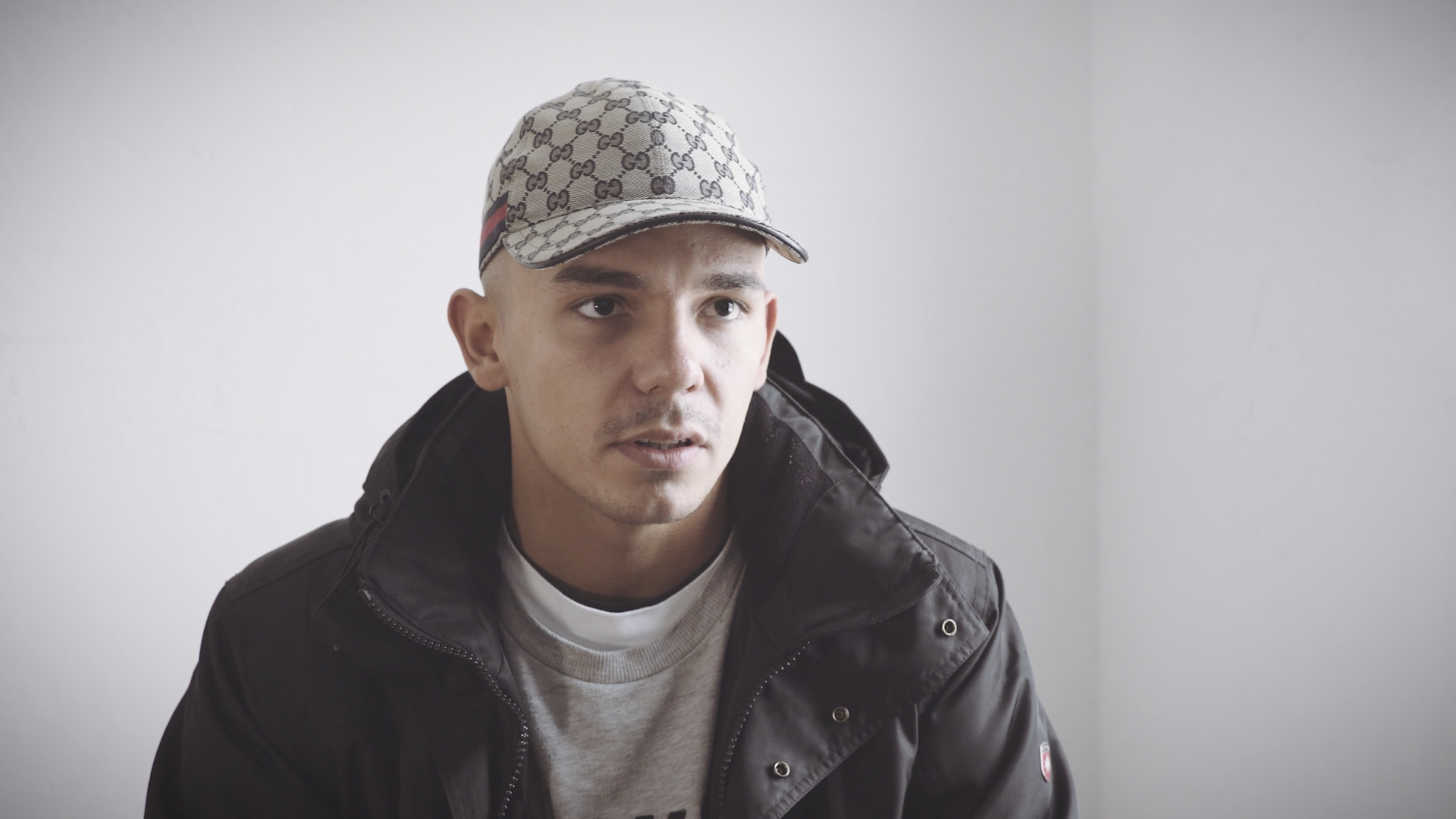
Capital Bra, Interview na kanale youtube Germania

W lutym 2017 roku ukazał się jego drugi album, który został wyprodukowany przez Saven Musiq i nosi nazwę Makarov Complex. Przez osiem tygodni znajdował się na niemieckich listach przebojów i osiągnął 2. miejsce, w Austrii 1, a w Szwajcarii 5; Album pozostał na listach przebojów przez trzy tygodnie w obu krajach. Na początku maja 2017 roku Capital Bra wydał swoją pierwszą EPkę Ibrakadabra, epka trafiła na szwajcarskie listy przebojów i pozostała na 77. miejscu przez tydzień. Jego trzeci album, zatytułowany Blyat, ukazał się 29 września 2017 roku i znalazł się na 3. miejscu na niemieckich i austriackich listach przebojów. W Szwajcarii album zajął 5. miejsce. 11 czerwca 2018 roku ogłoszono, że Capital Bra opuszcza własną wytwórnię Team Kuku. 22 czerwca 2018 roku ukazał się jego czwarty studyjny Album Berlin lebt (Berlin żyje). Album osiągnął najwyższą pozycję na niemieckich, austriackich i szwajcarskich listach przebojów. 5 lipca 2018 roku wraz z Bushido i Samrą pojawił się utwór Für euch alle (dla was wszystkich), w którym Capital Bra ogłasza, że ma teraz kontrakt z Ersguterjunge. W styczniu 2019 roku Capital Bra i Samra rozstali się z wytwórnią Bushido Ersguterjunge. W dniu oficjalnego rozstania Capital opublikował minutowe oświadczenie. W którym po raz pierwszy poinformował o ochronie policyjnej, którą otrzymał Bushido. Oskarżył też swojego byłego szefa wytwórni o współpracę z policją i zdradzanie przyjaciół i był nim rozczarowany. Swoje oświadczenie raper zakończył słowami „Aber wir sind kein Team. Polizei ist jetzt dein Team” co znaczy „Nie jesteśmy zespołem. Policja jest teraz twoim zespołem”. Od tego czasu Capital od czasu do czasu szydzi z Bushido. W lutym 2019 roku ogłoszono, że Capital Bra założył własną wytwórnię o nazwie Bra Music. Pod koniec sierpnia Bushido ogłosił, że pracuje nad nowym albumem. W poście na Instagramie napisał: „Czy też myślisz, że już wystarczy tych LaLaLa i LeLeLe?”, Co było rozumiane jako aluzja i niechęć do Capitala, który jest znany z częstego używania Adlibs, takich jak Lelele. 4 października ukazał się album Berlin Lebt 2 (Berlin żyje 2) jako wspólny album Capitala i Samry, który natychmiast osiągnął 1. miejsce w Niemczech, Austrii i Szwajcarii. Z pięciu wcześniej opublikowanych singli cztery zajęły najwyższe pozycje w Niemczech.
Do tej pory jedynym artystą z którym wytwórnia Capital’a Bra Musik miała kontrakt to Ali471. 31 stycznia 2020 roku szef wytwórni Bra Musik ponownie ogłosił rozstanie na Instagramie.
21 listopada 2019 r. Prokuratura w Berlinie potwierdziła trwające „śledztwo w sprawie próby szantażu”, w którym jako domniemaną ofiarę wymienia rapera Capital Bra. Zaledwie kilka godzin wcześniej gazeta Bild rozpowszechniła zarzuty, że członkowie dużych arabskich rodzin Miri i Al-Zein mieli szantażować artystę znaczną sumą pieniędzy (500 000 euro). Jednocześnie krążyły plotki, że raper zwrócił się do władz śledczych i poprosił o wsparcie. W odpowiedzi na próby szantażu, Capital wydał 29 listopada singiel wideo Der Bratan bleibt der gleiche.
Pod koniec kwietnia 2020 roku Capital Bra wydał piosenkę  Nicht verdient(nie zasłużony) z Loredaną, która jest pierwszym singlem z jego siódmego studyjnego albumu CB7. Jego data premiery została ogłoszona na 3 września 2020 r. Kilka tygodni później wydał drugi singiel zatytułowany Komm Komm (chodź chodź). Kolejne single Ich weiß nicht mal wie sie heißt (feat. Bozza) (nie wiem nawet jak ona się nazywa) i Andere Welt (feat. Clueso & KC Rebell) (inny świat) pojawiły się w czerwcu i lipcu 2020 roku.

## Styl muzyczny
Jego styl można przypisać w szczególności rapowi ulicznemu. Oprócz ulicznych utworów rapowych Capital od 2018 roku wprowadza coraz więcej piosenek popowych. Bardziej popowe piosenki to np. Neymar, One Night Stand, Melodien, Benzema, Prinzessa czy Cherry Lady. Jednym z jego znaków towarowych jest częste używanie rosyjskiego słowa Bratan, w skrócie Bra (czyli brat w języku polskim a Bruder a języku niemieckim). W tytułach swoich pierwszych albumów używał terminów rosyjskich (Kuku Bra, Makarov Complex, Blyat).

## Życie prywatne
Jest ojcem dwójki dzieci.